# Lorenzo De Silvestri
Lorenzo De Silvestri (ur. 23 maja 1988 w Rzymie) – włoski piłkarz, występujący na pozycji prawego obrońcy lub pomocnika we włoskim klubie Bologna. W latach 2010-2016 reprezentant Włoch.
Wychowanek S.S. Lazio. W swojej karierze występował również w takich klubach jak: ACF Fiorentina, UC Sampdoria czy Torino.

## Kariera klubowa
De Silvestri od początku swoją karierę związał z rzymskim S.S. Lazio, a w sezonie 2005/2006 został włączony do pierwszej drużyny. Swój debiut zanotował jednak dopiero w kolejnym sezonie dwukrotnie wchodząc na boisko z ławki rezerwowych. W sezonie 2007/2008 zastąpił na prawej stronie obrony 10 lat starszego Lionela Scaloniego i na stałe przebił się do pierwszego składu. Swój debiut w pierwszej jedenastce zaliczył 25 sierpnia 2007 roku w meczu z Torino FC, a następnie zagrał w meczu eliminacji Ligi Mistrzów w wygranym przez Lazio 3-1 meczu z Dinamo Bukareszt. Lorenzo De Silvestri strzelił swojego pierwszego oficjalnego gola w barwach Lazio 19 grudnia 2007 roku w meczu Pucharu Włoch przeciwko SSC Napoli.

## Kariera reprezentacyjna
Ma za sobą występy w młodzieżowych reprezentacjach Włoch, między innymi w kadrze U-21. Brał także udział w Igrzyskach Olimpijskich w Pekinie. 26 sierpnia 2009 roku za 6 milionów euro De Silvestri przeszedł do Fiorentiny. Podpisał z nią 5-letnią umowę. Pod koniec sierpnia 2010 Cesare Prandelli powołał De Silvestriego do seniorskiej reprezentacji Włoch na spotkania eliminacji do Euro 2012 z Estonią i Wyspami Owczymi. Włoch zadebiutował w kadrze 7 września w zwycięskim 5:0 pojedynku z Wyspami Owczymi.